# Kriegerdenkmal Ziegelsdorf

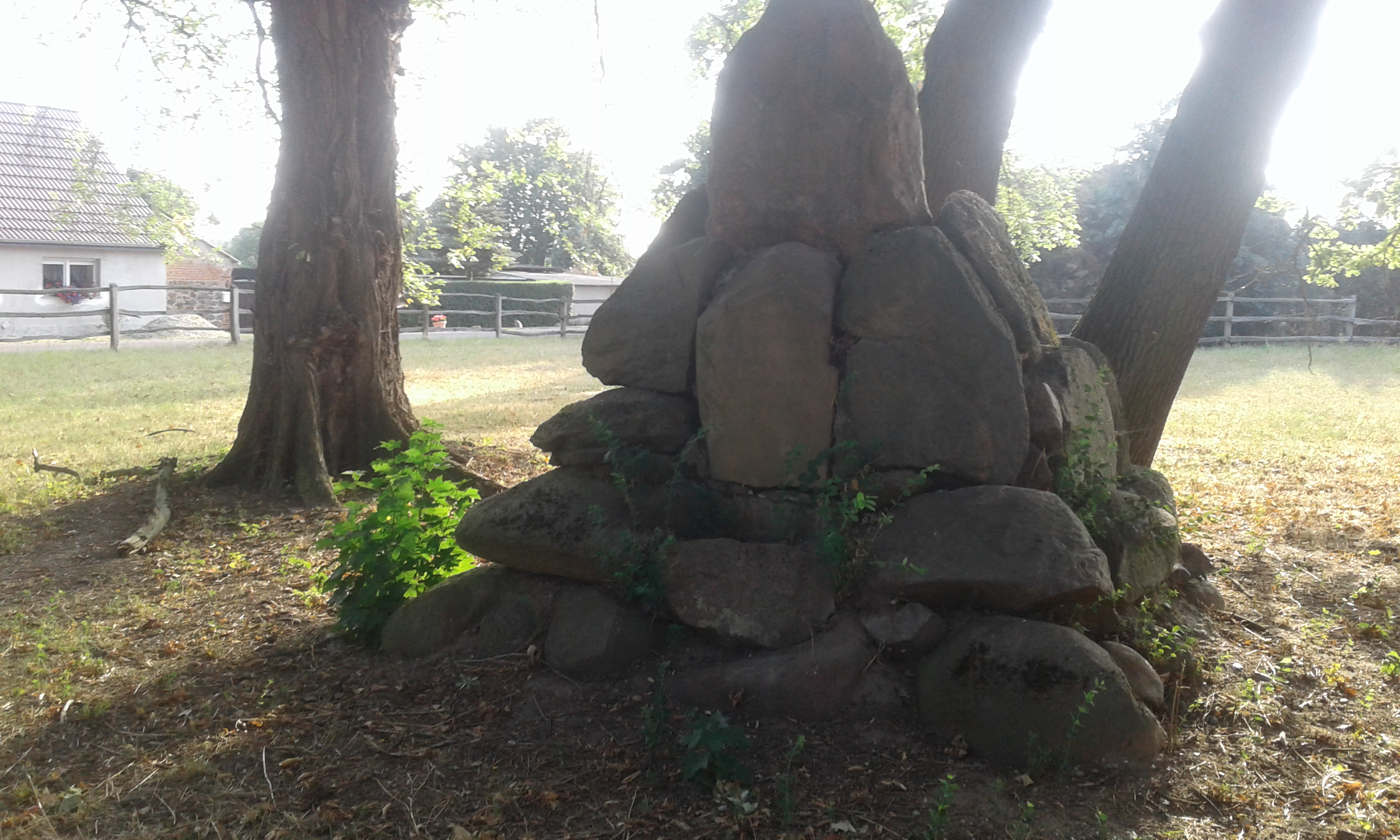
Kriegerdenkmal

Das Kriegerdenkmal Ziegelsdorf ist ein denkmalgeschütztes Kriegerdenkmal im Ortsteil Ziegelsdorf der Ortschaft Grabow, Stadt Möckern in Sachsen-Anhalt. Im örtlichen Denkmalverzeichnis ist das Kriegerdenkmal unter der Erfassungsnummer 094 71290 als Baudenkmal verzeichnet.

## Lage
Das Kriegerdenkmal befindet sich beim Hintereingang des Gutshofes Ziegelsdorf.

## Gestaltung
Es handelt sich um eine Stele aus Feldsteinen mit einer Inschriftentafel. Es wurde nur für die Gefallenen des Ersten Weltkrieges errichtet. Das Kriegerdenkmal ist stark verwittert, so dass manche Eintragungen nicht mehr zu erkennen sind.

## Inschriften
Den Toten zur Ehre

den Lebenden zur Anerkennung

den zukünftigen Geschlechtern zur Nacheiferung
- Helschs, Emil
- Maler, Paul
- Neumann, Hermann
- Verseck, Emil
- Verseck, Karl

Es befindet sich zwar noch ein weiteres Datum auf der Tafel, doch ist dazu der Name nicht mehr lesbar.

## Quelle
- Gefallenen Denkmal Ziegelsdorf Online, abgerufen am 13. Juni 2017.